# Iwan Maslennikow
Iwan Iwanowicz Maslennikow (ros. Иван Иванович Масленников, ur. 3 września?/16 września 1900 na stacji kolejowej Czałykła (gubernia saratowska), zm. 16 kwietnia 1954 w Moskwie) – radziecki dowódca wojskowy, generał armii, dowódca wyższych związków operacyjnych Armii Czerwonej, długoletni funkcjonariusz radzieckich organów bezpieczeństwa: OGPU/NKWD/MWD, zastępca ministra spraw wewnętrznych ZSRR, deputowany do Rady Najwyższej ZSRR 1. i 2. kadencji (1937–1950), Bohater Związku Radzieckiego (1945).

## Życiorys

### Dzieciństwo i młodość
Urodził się 16 września 1900 na stacji kolejowej Czałykła w obecnym rejonie ozinskim obwodu saratowskiego w Imperium Rosyjskim. Pracować rozpoczął w młodym wieku, od połowy 1915 do 1917 pracował jako telegrafista na kolei. W 1917 wstąpił do rewolucyjnych oddziałów bolszewickich, a w marcu 1918 został wysłany na front wojny domowej.
W Armii Czerwonej służył w 199 pułku (1919), następnie w latach 1919–1920 jako dowódca oddziału zwiadowców konnych 199 pułku, dowódca oddziału konnego 67 Pułku, dowódca kawalerii 126 Pułku. Od sierpnia 1920 do 1921 służył jako zastępca kombriga (w Armii Czerwonej był to o jeden stopień wyżej od pułkownika) w dywizji kawalerii. Uczestniczył w walkach z wojskami Antona Denikina i Piotra Wrangla. W tym czasie oraz w późniejszych latach dowodził oddziałami kawalerii podczas walk z Basmactwem w centralnej Azji. Od 1924 był członkiem partii komunistycznej – RKP(b).

### Służba w organach bezpieczeństwa
W 1928 został przeniesiony do organów bezpieczeństwa (wówczas: Zjednoczony Państwowy Zarząd Polityczny – OGPU). Służbę w organach OGPU rozpoczął od funkcji naczelnika 47 i 48 oddziału wojsk granicznych OGPU. W następnych latach dowodził różnymi oddziałami piechoty i kawalerii wojsk OGPU (od 1934 NKWD). W latach 1936–1939 dowodził wojskami NKWD i wojskami pogranicza (NKWD) w Azerbejdżańskiej SRR i Białoruskiej SRR. W połowie 1939 został awansowany na stopień komkora.

### II wojna światowa
Od 29 lutego 1939 do lipca 1943 był zastępcą ds. wojsk NKWD ludowego komisarza spraw wewnętrznych ZSRR Ławrientija Berii, w międzyczasie został awansowany do stopnia generała porucznika. W grudniu 1939 roku uczestniczył w konferencji Gestapo-NKWD w Zakopanem, a 1940 roku był jednym z współorganizatorów zbrodni katyńskiej.
Po ataku Niemiec na ZSRR – od lipca do grudnia 1941 – dowodził 29 Armią, a od grudnia 1941 do lipca 1942 – 39 Armią. Od 1943 ponownie zaczął sprawować funkcje dowódcze w Armii Czerwonej z awansem na generała pułkownika. Dowodził Frontem Północno-Kaukaskim (styczeń – maj 1943), a następnie był zastępcą dowódcy Frontów: Wołchowskiego, Południowo-Zachodniego i 3. Ukraińskiego (maj – grudzień 1943) i Leningradzkiego (marzec-kwiecień 1944). Był jednym z inicjatorów utworzenia oddziałów zaporowych. Od grudnia 1943 do marca 1944 dowodził 42 Armią, a od kwietnia 1944 3 Frontem Nadbałtyckim walczącym w Kurlandii. Po kapitulacji III Rzeszy, od czerwca 1945 był zastępcą dowódcy wojsk na Dalekim Wschodzie i brał udział w walkach z wojskami japońskimi w Mandżurii, za co otrzymał tytuł Bohatera Związku Radzieckiego. Kilkakrotnie był raniony. Po zakończeniu II wojny światowej do końca 1946 pełnił funkcje dowódcze w Bakińskim i Zakaukaskim Okręgach Wojskowych.

### Okres powojenny
W 1948 powrócił na wysokie funkcje w organach bezpieczeństwa (Ministerstwo Spraw Wewnętrznych ZSRR – MWD), gdzie 10 kwietnia objął stanowisko zastępcy ds. wojsk MWD ówczesnego ministra spraw wewnętrznych Siergieja Krugłowa. Sprawował tę funkcję do 12 marca 1953. Od maja 1952 do 12 marca 1953 był członkiem kolegium MWD. Następnie 12 marca 1953 objął stanowisko zastępcy ministra spraw wewnętrznych, które sprawował do swojej śmierci. 16 kwietnia 1954, w obliczu zmian personalnych i rozliczania ekipy Ławrientija Berii po śmierci Józefa Stalina, popełnił samobójstwo z broni palnej w Moskwie.
W latach 1937–1950 był deputowanym do Rady Najwyższej ZSRR 1. i 2. kadencji.

### Wyszkolenie
Podczas długoletniej służby w Armii Czerwonej ukończył m.in. w 1926 średni kurs, w 1932 starszy kurs Armii Czerwonej, w 1935 Akademię Wojskową im. Michaiła Frunzego oraz w 1948 wyższy kurs Akademii Sztabu Generalnego.

## Odznaczenia
- Medal „Złota Gwiazda” Bohatera Związku Radzieckiego (8 września 1945)
- Order Lenina – czterokrotnie (1942, 1943, 1945, 1946)
- Order Czerwonego Sztandaru – czterokrotnie (1935, 1942, 1944, 1948)
- Order Suworowa I klasy (1943)
- Order Kutuzowa I klasy – dwukrotnie (1943, 1944)
- Order Czerwonej Gwiazdy (1940)
- Medal „Za obronę Leningradu”
- Medal „Za obronę Kaukazu”
- Medal „Za zwycięstwo nad Japonią”
- Medal jubileuszowy „XX lat Robotniczo-Chłopskiej Armii Czerwonej”
- Medal Czerwonego Sztandaru (1945, Mongolia)